# Abborrasjön (Rya socken, Skåne)
Abborrasjön är en sjö i Örkelljunga kommun i Skåne och ingår i Rönne ås huvudavrinningsområde.